# Pierre-Émile Martin

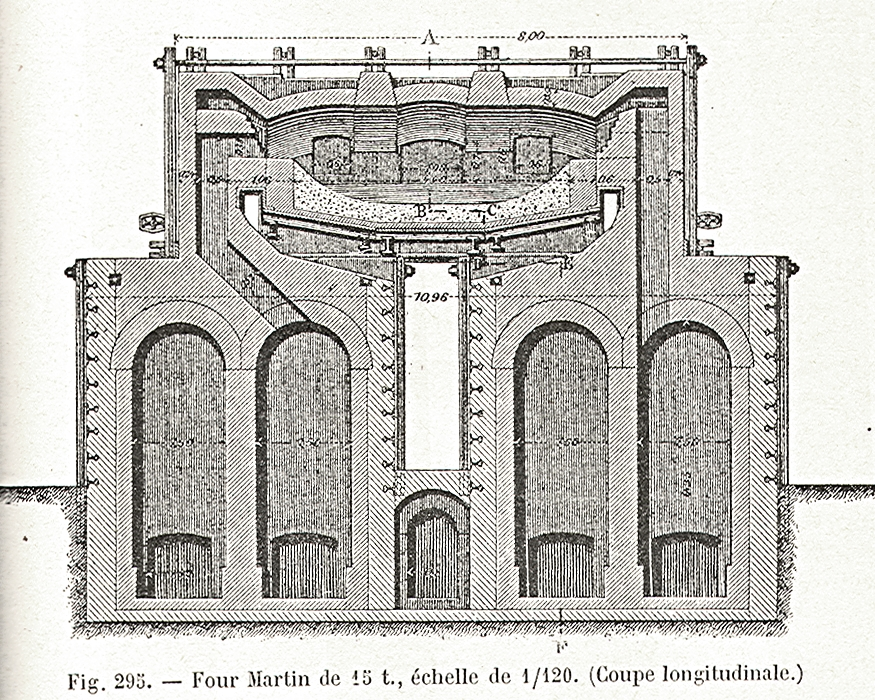
Martinská pec

Pierre-Émile Martin (18. srpna 1824, Bourges – 23. května 1915, Fourchambault) byl francouzský inženýr, metalurg a průmyslník. Spolupodílel se na vývoji nového technologického postupu výroby oceli.

## Život
Po ukončení studia na hornické škole pracoval v metalurgickém závodě svého otce ve Fourchambault, v letech 1854–1883 byl ředitelem hutního závodu v Sireuil. Se svým otcem Émile Martinem zavedli výrobu oceli s přidáváním ocelového šrotu v kyselém prostředí v peci s regenerativním topením. Na vzniku této metody se podíleli i Wilhelm a Friedrich Siemensovi, bratři Wernera Siemense.
První Martinská pec byla uvedena do provozu 8. dubna 1864 ve francouzském městečku Sireuil. Tato technologie se velmi rychle rozšířila a po dobu více než sta let byla nejvýznamnější technologií masové výroby kvalitní oceli.
Posléze se však dostal do sporu se stále mocnější rodinou Siemensů. Nakonec musel vyhlásit bankrot a upadl do úplné chudoby a zapomnění. Žil v Paříži a v roce 1910 byl náhodně objeven a do konce života žil podporován solidárními průmyslníky.